# Zdeněk Syblík
Zdeněk Syblík (* 7. května 1956 Kladno) je český politik, v letech 2014 až 2017 poslanec Poslanecké sněmovny PČR, v letech 2012 až 2014 náměstek hejtmana Středočeského kraje, v letech 2010 až 2014 první náměstek primátora města Kladna, člen ČSSD.

## Život
Vystudoval Střední průmyslovou školu strojní Kladno a později i obor sociální vědy – sociálně patologické prevence na Vysoké škole pedagogické Hradec Králové (získal tak titul Bc.).
V letech 1980 až 1997 působil u Státní správy Praha, postupně byl i vedoucím oddělení, zástupcem ředitele a ředitelem instituce státní správy. Následně soukromě podnikal, v letech 1995 až 1998 byl společníkem ve firmě LEAN spol. s r.o.
V roce 2007 se stal ředitelem Domova pro seniory Kladno, na této pozici pracoval do roku 2010. Od roku 2011 je členem správní rady obecně prospěšné společnosti Azylový dům Kladno.
Zdeněk Syblík je ženatý a má dvě děti.

## Politické působení
Je členem ČSSD, v níž působí jako místopředseda Krajského výkonného výboru ČSSD Středočeského kraje a předseda Okresního výkonného výboru ČSSD Kladno.
Do politiky se pokoušel vstoupil, když v komunálních volbách v roce 1998 kandidoval za ČSSD do Zastupitelstva obce Vinařice na Kladensku, ale neuspěl.
Později se přestěhoval do Kladna, kde byl v komunálních volbách v roce 2006 zvolen za ČSSD členem zastupitelstva města. Mandát zastupitele města obhájil v komunálních volbách v roce 2010. V obou volbách byl lídrem kandidátky ČSSD a i proto byl v listopadu 2010 zvolen 1. náměstkem primátora města Kladna.
Do vyšší politiky vstoupil, když byl v krajských volbách v roce 2012 zvolen za ČSSD do Zastupitelstva Středočeského kraje. Navíc byl v listopadu 2012 zvolen náměstkem hejtmana pro oblast sociálních věcí a v roce 2012 též členem Výboru Regionální rady Regionálního operačního programu Střední Čechy. Ke konci října 2014 však na funkci náměstka hejtmana rezignoval, jelikož se stal poslancem. Ve volbách v roce 2016 pak již do krajského zastupitelstva vůbec nekandidoval.
Ve volbách do Poslanecké sněmovny PČR v roce 2013 kandidoval za ČSSD na 6. místě kandidátky ve Středočeském kraji. Strana sice v kraji získala 6 mandátů, ale vlivem preferenčních hlasů skončil Syblík až na 7. místě a do Sněmovny se tak nedostal (stal se prvním náhradníkem). Po rezignaci poslance ČSSD Miloše Petery se tak dne 28. srpna 2014 stal poslancem Parlamentu České republiky, slib složil dne 2. září 2014.
V komunálních volbách v roce 2014 obhájil za ČSSD post zastupitele města Kladna. Vzhledem k poslanecké funkci však již nekandidoval do rady města, v níž tak skončil.
Ve volbách do Poslanecké sněmovny PČR v roce 2017 obhajoval svůj poslanecký mandát za ČSSD ve Středočeském kraji, ale neuspěl.